# مهکی‌ناصر
مهکی‌ناصر، روستایی از توابع دهستان بشیوه و پاطاق در بخش مرکزی شهرستان سرپل ذهاب در استان کرمانشاه ایران است

## جمعیت
این روستا در دهستان بشیوه و پاطاق قرار دارد و براساس سرشماری مرکز آمار ایران در سال ۱۳۸۵، جمعیت آن ۱۵۵ نفر (۳۸خانوار) بوده‌است .